# Der Coach
Der Coach (Originaltitel: Bleachers) ist ein Roman von John Grisham. Die englische Erstauflage wurde am 22. Juni 2004 veröffentlicht, die deutsche Übersetzung von Tanja Handels erschien am 1. April 2005.

## Inhalt
Messina ist eine Kleinstadt in den USA. Die Einwohner sind verrückt nach American Football und unterstützen die örtliche High-School-Footballmannschaft, die Messina Spartans, die unter dem Trainer Eddie Rake besonders erfolgreich war. Rake war 34 Jahre der Head Coach der Spartans, gewann mit ihnen dreizehn Meisterschaften und trainierte dabei 714 Spieler. Einer von ihnen war der All-American Neely Crenshaw, der zu seinem Trainer eine Hassliebe pflegte. Crenshaw spielte drei Jahre lang für die Spartans als Quarterback und ging anschließend auf die Georgia Tech, wo er für deren Footballmannschaft spielte. Nach einem harten Hit ist die Spielerkarriere plötzlich beendet und er streunt durch die Welt. Als er erfährt, dass Rake im Sterben liegt, kehrt er in die Kleinstadt zurück. Dort trifft er alte Mitspieler und weitere Spartans. Sie erzählen sich Geschichten und schwelgen in Erinnerungen. Er trifft auch seine alte Jugendliebe, die er für eine schnelle Nummer verließ. Er gesteht ihr, dass er sie immer noch liebt, doch die glücklich verheiratete Mutter zweier Kinder lässt ihn abblitzen. Schließlich verstirbt Rake und Crenshaw hält auf seiner Beerdigung eine Grabrede.

## Rezeption
“This is a book designed to make a certain type of grown man cry, and the author knows exactly which buttons to push: dying father figures, the scars of tough love, middle-aged regret and the mythology of the gridiron. What saves the story from melodrama is Grisham’s refusal to offer pat resolutions; he allows his ambivalent characters to remain so. It also helps that he’s a sure-footed storyteller with an undeniable mastery of plotting, pacing and tone.”

„Dieses Buch wurde geschrieben, um einen bestimmten Typ von erwachsenen Männern zum Weinen zu bringen, und der Autor weiß genau, welche Knöpfe er drücken muss: sterbende Vaterfiguren, die Narben der harten Liebe, Bedauern im mittleren Alter und die Mythologie des Spielfeldes. Was die Geschichte davon abhält, zu einem Melodram zu werden, ist Grishams Weigerung, eine leichte Auflösung anzubieten; er erlaubt seinen ambivalenten Figuren, es auch zu bleiben. Ebenso hilft es, dass er ein trittsicherer Geschichtenerzähler mit einer nicht zu leugnenden Beherrschung von Handlung, Tempo und Ton ist.“

## Ausgaben
- Der Coach. Heyne, München 2004, ISBN 3-453-87737-3.
- Bleachers. Doubleday, New York City 2004, ISBN 0-385-51161-2.
- Bleachers. Random House, New York City 2004, ISBN 978-0-440-24200-0.